# 協定グラウンド
協定グラウンド（きょうていグラウンド）は、岐阜県各務原市にあるスポーツ施設である。
航空自衛隊岐阜基地協定グラウンド、各務原市協定グラウンドとも称する。

## 概要
- 航空自衛隊岐阜基地の運動場であり、岐阜基地の所有である。岐阜基地と各務原市での「航空自衛隊岐阜基地運動場使用に関する協定書」により、1967年（昭和42年）より各務原市が運営する。施設名の協定グラウンドは、この「航空自衛隊岐阜基地運動場使用に関する協定書」に由来する。
- 毎年8月後半に行われる岐阜基地納涼祭（航空自衛隊岐阜基地盆踊り）の会場である。
- 使用料金は無料。使用する場合は利用日の2か月前から2週間前までに各務原市総合体育館（プリニーの総合体育館）窓口で申し込みが必要。また、使用できるのは団体（10人以上）のみとなっている[1]。

## 施設
- 野球場2面[1]

## 営業日・営業時間
- 営業日：年末年始（12月29日 - 1月3日）を除く毎日[1]
- 営業時間：7:00 - 19:00[1]

## 所在地
- 各務原市三井東町2丁目[1]

## 交通機関
- 名鉄各務原線「各務原市役所前駅」下車、徒歩約5分[1]。
- 各務原市ふれあいバス
  - 蘇原線「各務原市役所前」バス停より徒歩約3分[1]。
  - 那加線、稲羽線、川島線「各務原市役所前駅」バス停より徒歩約5分[1]。
- 岐阜バスイオンモール各務原線（各務原系統シャトルバス）「各務原市役所前駅」バス停より徒歩約5分。